# 소닉 더 헤지혹 (1991년 비디오 게임)
《소닉 더 헤지혹》(일본어: ソニック・ザ・ヘッジホッグ, Sonic the Hedgehog)는 세가의 부서 소닉 팀에 의해 개발되고 세가에 의해 메가 드라이브로 1991년 6월에 발매된 게임이다. 이 게임은 시리즈의 첫 게임이며, 주인공이자 초음속 고슴도치 소닉이 사우스 아일랜드의 동물들을 잡아 로봇의 에너지원으로 사용하여 세계를 점령하려는 악당 닥터 로보트닉(일본에서는 닥터 에그맨이라고 불렸다)을 혼내주는 게임이다. 미국과 호주, 유럽에서는 1991년 6월 21일에 발매되었고, 일본에는 동년 7월 21일에 발매되었다
소닉 더 헤지혹은 좋은 리뷰를 얻었고, 세가사를 16비트 게임기의 강자 중 하나로 등극시켰다. 주인공 소닉은 마리오에 버금가는 게임 캐릭터가 되었다. 여담으로 세가의 로고음악이 전체 게임의 8분의 1을 차지한다.

## 줄거리
카오스 에메랄드 여섯 개와 동물들을 빼앗기 위해, 이 게임의 악당인 닥터 에그맨은 사우스 아일랜드에 사는 동물들을 캡슐에 납치시키고 동물들이 든 로봇들을 출동시킨다. 플레이어는 소닉을 이용해 카오스 에메랄드를 찾아 그의 동물 친구들을 구해야만 한다.
카오스 에메랄드를 모두 모으고 게임을 모두 클리어하면 좋은 엔딩이 나오지만, 모두 모으지 않고 클리어 하면 크레디트 후에 에그맨이 "Try Again"이라는 단어와 저글링하는 모습을 보여주면서 플레이어를 놀리는 장면을 볼 수 있다.

## 게임플레이
게임은 6개의 존으로 나뉘어있고, 각 존은 3개의 액트가 있다. 세 번째 액트의 끝에는 에그맨과의 보스전이 있고, 6번째 존 이후에는 파이널 존에 들어서게 된다. 플레이어는 3개의 목숨을 갖게 되며, 링 100개를 얻거나 1UP 아이템, 또는 스코어 5만 점씩을 채워서 늘릴 수 있다. 모든 목숨을 잃게 되면 게임오버 스크린이 뜨는데, 이때 만약 스페셜 스테이지에서 컨티뉴를 얻었다면 계속 할 기회가 다시 주어진다.
플레이어는 소닉을 조종하여 빠른 속도로 루프, 스프링, 경사 등을 지나고 에그맨의 로봇군단(영미권 설명서에 따르면 이 로봇군단은 '배드닉'이라고 나온다.)에 갖혀 에너지원으로 사용되는 동물들을 구한다. 가시, 장애물, 구멍에 빠지면 데미지 또는 목숨을 잃으므로 조심. 소닉의 메인 공격은 스핀 어택인데, 몸을 공모양으로 말아 빠른속도로 회전하여 로봇이나 다른 부술 수 있는 장애물들을 부순다. 버튼을 눌러 점프하거나 관성이 붙었을 때 아래버튼을 누르면 된다.
각 스테이지에는 링이 흩어져 있는데, 소닉 시리즈의 간판 아이템 중 하나다. 링은 데미지를 입고 난 뒤 바로 목숨을 잃지 않게 하는 역할을 하는데, 만약 링을 1개라도 가지고 있는 상태에서 플레이어가 데미지를 입게되면 목숨이 줄지 않는 대신 가지고 있던 링이 모두 흩어진다. 흩어진 링은 다시 얻을 수 있지만 시간이 지나면 사라진다. 실드나 무적 아이템을 얻으면 데미지를 입어도 링을 잃지 않는다. 그러나 링이나 다른 보호 아이템은 압사, 익사, 추락사, 타임오버등으로 인한 죽음은 막지 못한다. 스테이지 곳곳에는 가로등과 비슷하게 생긴 스타 포스트가 있는데, 목숨을 잃으면 마지막으로 지나간 스타 포스트에서 시작한다.
플레이어가 50개 이상의 링을 얻고있는 상태로 액트의 끝에 다다르면 거대한 워프 링이 나타나는데, 이걸 통해 스페셜 스테이지로 들어갈 수 있다. 스페셜 스테이지는 소닉은 말려있는 상태로 360도 돌아가는 미로와 같은 스테이지이다. 플레이어는 이 곳에서 링을 50개 이상을 얻어 컨티뉴를 얻어도 되지만, 진정한 목표는 "GOAL"이라고 쓰여진 곳에 닿지 않고 숨겨진 카오스 에메랄드를 찾는 것이다. "GOAL"에 닿으면 바로 강제로 스테이지에서 나가게 된다. 특정 코드를 입력시 스태프 롤의 실제 일본 제작자들의 이름을 볼 수 있다.
소닉&너클즈와 호환이 가능하며, 처음에는 "No way"라는 구절이 나타나지만 특정 조건을 충족할 시에는 소닉 더 헤지호그 3의 스페셜 스테이지를 체험할 수 있다.
타이틀 화면에서 특정 입력을 하면 숨겨진 기능을 사용할 수 있다.
- 디버그 모드 : 타이틀 화면에서 ↑,C,↓,C,←,C,→,C를 입력 후 A+스타트 (A는 게임이 시작될 때까지 누르고 있어야 한다)
- 레벨 셀렉트, 사운드 테스트 : 타이틀 화면에서 ↑,↓,←,→ 한후 A+스타트.

## 각 존 일람
- 그린 힐 존 -  소닉 더 헤지혹 시리즈의 가장 처음 배경으로, 사우스 아일랜드에 속해 있다. 소닉 어드벤처와 소닉 어드밴스 2, 소닉 어드벤처 2, 소닉 제너레이션즈, 소닉 매니아, 소닉 포시즈에서 리믹스 되었다. 야자수들과 꽃으로 가득 찬 곳이며, 체크 문양을 가진 땅과 360도 루프를 가지고 있다. 하늘색 연못으로 인해 하늘색이었던 소닉 더 헤지호그 (캐릭터)가 파란색으로 변했다는 여담이 있다.

또한 액트 2의 특정 부분에서는 적 로봇이 하나 끼어 있다.
- 마블 존 - 그린 힐 존의 일부 타일을 가지고 있으며, 용암동굴의 배경을 가지고 있다. 본래 소닉 팀의 의도는 래비린스 존을 2번째로 넣기 위해서였으나, 이후 마블 존으로 바뀌었다. 소닉 1 베타에서는 하늘에 토성모양을 가지고 있는 구슬이 있었다.

- 스프링 야드 존 - 핀볼 모양의 타일을 가지고 있으며, 범퍼에 한 번 부딪힐 경우 10점을 추가로 얻는다. 소닉 1 베타에서의 이름은 '스파클링 존'이었다.

- 래버린스 존 - 수중 미로의 모티브를 가지고 있으며, 공기 없이는 숨을 쉴 수 없다. 액트 2에서 가장 많은 오류를 찾을 수 있으며, 구르면서 오른쪽 끝까지 갈 시 "Illegal Destruction"이라는 문구를 찾을 수 있다.

- 스타 라이트 존 - 별빛이 깔린 공사장을 배경으로 하고 있으며, P자 루프를 가지고 있다.

- 스크랩 브레인 존 - 미로가 있는 공장을 배경으로 하고 있으며, 3번째 액트는 래버린스 존과 매우 유사하다. 액트 3의 마지막 스프링을 통해 파이널 존으로 갈 수 있다. 원래 설정은 클락 워크 존(CLOCK WORK ZONE)이었으나, W의 팔레트가 없어 클락 어크 존(CLOCK ORK ZONE)으로 나타났다.

- 파이널 존 - 최종 보스가 있으며, 링이 주어지지 않아 피격당하는 순간 사망하게 된다

## 평가
| 통합 점수     | 통합 점수               |
| 통합사        | 점수                    |
| ------------- | ----------------------- |
| 게임랭킹스    | 86% (Genesis) 70% (iOS) |
| 평론 점수     |                         |
| 평론사        | 점수                    |
| CVG           | 94%                     |
| 드래곤        | [ 4 ]                   |
| EGM           | 36/40                   |
| 유로게이머    | 9/10 (X360)             |
| 게임스팟      | 7.3/10                  |
| IGN           | 8/10 (Wii)              |
| Mean Machines | 92%                     |

| 수상                      | 수상                     |
| 평론사                    | 수상                     |
| ------------------------- | ------------------------ |
| Golden Joystick Award     | Overall Game of the Year |
| Electronic Gaming Monthly | Game of the Year         |

## 같이 보기
- 메가 드라이브
- 세가
- 소닉 팀
- 소닉 더 헤지호그 (시리즈)